# 2310 Olshaniya
2310 Olshaniya eller 1974 SU4 är en asteroid i huvudbältet som upptäcktes den 26 september 1974 av den sovjetisk-ryska astronomen Ljudmila Zjuravljova vid Krims astrofysiska observatorium på Krim. Den har fått sitt namn efter Konstantin Olshanskij.
Asteroiden har en diameter på ungefär 26 kilometer och den tillhör asteroidgruppen Themis.